# NATO Gyorsreagálású Hadtest
A NATO Gyorsreagálású Hadtest (angolul NATO Rapid Deployable Corps, NRDC, pontos fordítása NATO Gyors Telepítésű Hadtest) a NATO egyik kis reakcióidővel bevethető, többnemzetiségű, jelentős eszközállománnyal bíró katonai magasabbegysége, amely nem egyenlő a NATO Reagáló Erővel (NRF).
A hadtest műveleti sávja elég széles: természeti katasztrófák, humanitárius segítségnyújtások, béketámogató műveletek és terror-elhárító bevetések a katonai akciókon kívül. Vezetési törzseik képesek dandárszintű egységektől hadtest-csoportokig vezetési-parancsnoki feladatokat ellátni.
Alapkövetelményként támasztották a szervezet elé, hogy a Főparancsnokság a riasztást követő 10 napon belül a műveleti térségbe tudja juttatni az első csapatokat, továbbá a kitelepült teljes erő 60 napig képes legyen működni, műveleti céljait ellátni. A delegált csapatok részt vesznek a NATO Reagáló Erőben is. Az NRF 6 hónapos váltási rotációjához igazodva, annak Szárazföldi Komponensének parancsnoksága alá vonva – szükség esetén – tevékenykedik. Az NRF-be delegált csapatokhoz hasonlóan a készültségi szolgálatot megelőző 6 hónap alatt alapos felkészítésben és gyakorlatozásban dolgozzák össze a tervezési, vezetési és eszközállományi lehetőségeket, felkészülve a leendő műveleti térség és műveleti célok sajátosságaira.

## Felépítés
Napjainkban 6 db Gyorsreagálású Hadtesttel rendelkezik a NATO, melyek 60 000 fős magasabbegységet is képesek vezetni. Ezek:
- Szövetséges Gyorsreagálású Hadtest (Allied Rapid Reaction Corps, ARRC): Nagy-Britannia a keretnemzete, a többi tagország csak anyagilag járul hozzá az alakulat működéséhet (ahogy a többihez is). A németországi Rheindalen-ben települ, az első hadtest, amely felállt, 1992-ben.
- Eurocorps: Belgium, Franciaország, Németország, Luxemburg és Spanyolország a keretnemzete, Strasbourgban települ. Alapvetően az EU kötelékébe tartozik, a 2002-es NATO–EU-megállapodás értelmében NATO-műveletekben is bevethető.
- 1. német–holland Hadtest (1st German/Netherlands Corps): Németország és Hollandia megosztott erőket delegál a hadtestbe.
- NATO Gyorsreagálású Hadtest–Olaszország (NATO Rapid Deployable Corps-Italy): Solbiate Olanában települ (Milánó mellett), támogató dandára Milánóban, 2001-ben állt fel.
- NATO Gyorsreagálású Hadtest–Spanyolország (NATO Rapid Deployable Corps-Spain): Valenciában települ.
- NATO Gyorsreagálású Hadtest–Törökország (NATO Rapid Deployable Corps-Turkey): Isztambulban települ.

Közvetlen vezetésükért a NATO Gyorsreagálású Hadtest Főparancsnokság (NATO Rapid Deployable Headquarters, NRDHQ) a felelős, amely az egyesített hadtest-főparancsnokság, a Magas Készenléti Erők Főparancsnokság (High Readiness Forces Headquarters) alá van beosztva. Mindegyik hadtest – kivéve az Eurocorps – a NATO Európai Főparancsnoksága (Supreme Allied Commander Europe) alá tartozik. Politikai meghatalmazást közvetlenül az Észak-atlanti Tanácstól kapnak. Az Eurocorps ezektől részben függetlenül az Európa Tanácstól kaphat felhatalmazást.
A szervezet lehetőséget ad bármely NATO-tagállamnak, hogy csapatokat delegáljon a különböző hadtestekbe. Az alakulatok hadtestbe delegálását a keretnemzetek parlamentjei hagyják jóvá.

## Története
A hadtestek a NATO műveleteiben központi szerepet játszanak. A 2005 őszén a pakisztáni földrengésben bevetett NRF Szárazföldi Komponensének parancsnokságát akkor a spanyol hadtest látta el. Az ENSZ mandátumú Nemzetközi Biztonsági Közreműködő Erő (ISAF) keretében az ARRC kötelékében tevékenykednek Afganisztánban. Itt működik az olasz, a német-holland, a török hadtest és az Eurocorps is. Az ARRC az Eurocorps-al ezt megelőzően a boszniai térség stabilizálásában kezdte az együttműködést, majd Macedóniában és Koszovóban folytatta.

## Felkészítés, minőségtanúsítás
Minden hadtest a művelet megkezdése előtt egy 6 hónapos intenzív kiképzési gyakorlaton vesz részt, majd azt egy közös hadgyakorlaton vizsgával zárják. A kiképzés során alakítják ki a szükséges eszközállományt (kellálladék), a műveleti terveket és a vezetési módokat. A minősítő hadgyakorlatot követően a szükséges hiányosságokat rövid időn belül pótolják. A teljes folyamatot az NRDHQ szervezi. Az NRDHQ 50 szervezési területen figyeli és vizsgáztatja a hadtesteket, laktanyai és tábori (gyors kitelepülési) körülmények között egyaránt. A vizsgáztatások során nagy hangsúlyt fektetnek a tervezési, logisztikai, adminisztrációs és vezetés-irányítási pontokra. A hadgyakorlat lezárulásával a minősítés biztosítja, hogy a hadtest képességeiről a legaktuálisabb információk álljanak a műveleti tervezők rendelkezésére.
A minőségtanúsítást katonai egység és egyéb szinten (alakulat és személyi állomány) is elvégzik. 2008 negyedik negyedévében a legjobb tiszthelyettes kitüntető címet Pasztercsák László zászlós vehette át, akit az olasz hadtestbe delegált korábban a Magyar Honvédség.

## Külső hivatkozások
- The Rapid Deployable Corps – NATO.int
- NATO Rapid Deployable Corps (Italy) – NATO.int
- NATO tükör Archiválva 2009. január 15-i dátummal a Wayback Machine-ben – NATO.int (magyar nyelvű)